# If Darkness Had a Son
"If Darkness Had a Son" é uma canção da banda americana de heavy metal Metallica, lançada como o terceiro single da promoção de seu décimo primeiro álbum de estúdio 72 Seasons. Foi lançado em 1 de março de 2023, junto com um videoclipe dirigido por Tim Saccenti.

## Plano de fundo
A música foi lançada em 28 de fevereiro de 2023, no TikTok do Metallica como um dueto com um instrumento adicionado a cada dia.

## Recepção
A canção alcançou o primeiro lugar na parada Hot Trending Songs da Billboard e teve 1,1 milhão de streams oficiais nos Estados Unidos e 1.000 downloads após o lançamento da música. A música também foi eleita a música Heavy Metal da semana pela Consequence.

## Pessoal
- James Hetfield – vocais, guitarra rítmica
- Lars Ulrich – bateria
- Kirk Hammett – guitarra solo
- Robert Trujillo – baixo, vocais de apoio